# Parati (kommun i Brasilien)
Parati (portugisiska: Paraty) är en kommun i Brasilien.   Den ligger i delstaten Rio de Janeiro, i den sydöstra delen av landet, 900 km söder om huvudstaden Brasília. Antalet invånare är 37 575. Arean är 928 kvadratkilometer.
Terrängen i Parati är bergig åt nordväst, men åt sydost är den kuperad.
Följande samhällen finns i Parati:
- Paraty

I omgivningarna runt Parati växer i huvudsak städsegrön lövskog. Runt Parati är det ganska glesbefolkat, med 22 invånare per kvadratkilometer.